# Schwarzer Mann
Le Schwarzer Mann est un sommet de l'ouest de l'Allemagne situé dans le land de Rhénanie-Palatinat. Il culmine à 697,3 m d'altitude dans l'Eifel, à 5 km à vol d'oiseau de la frontière belge.